# Луисвилл Айсхокс
«Луисвилл Айсхокс» (англ. Louisville Icehawks) — профессиональная хоккейная команда, выступающая в ECHL. Базируется в городе Луисвилл, штат Кентукки, США. 

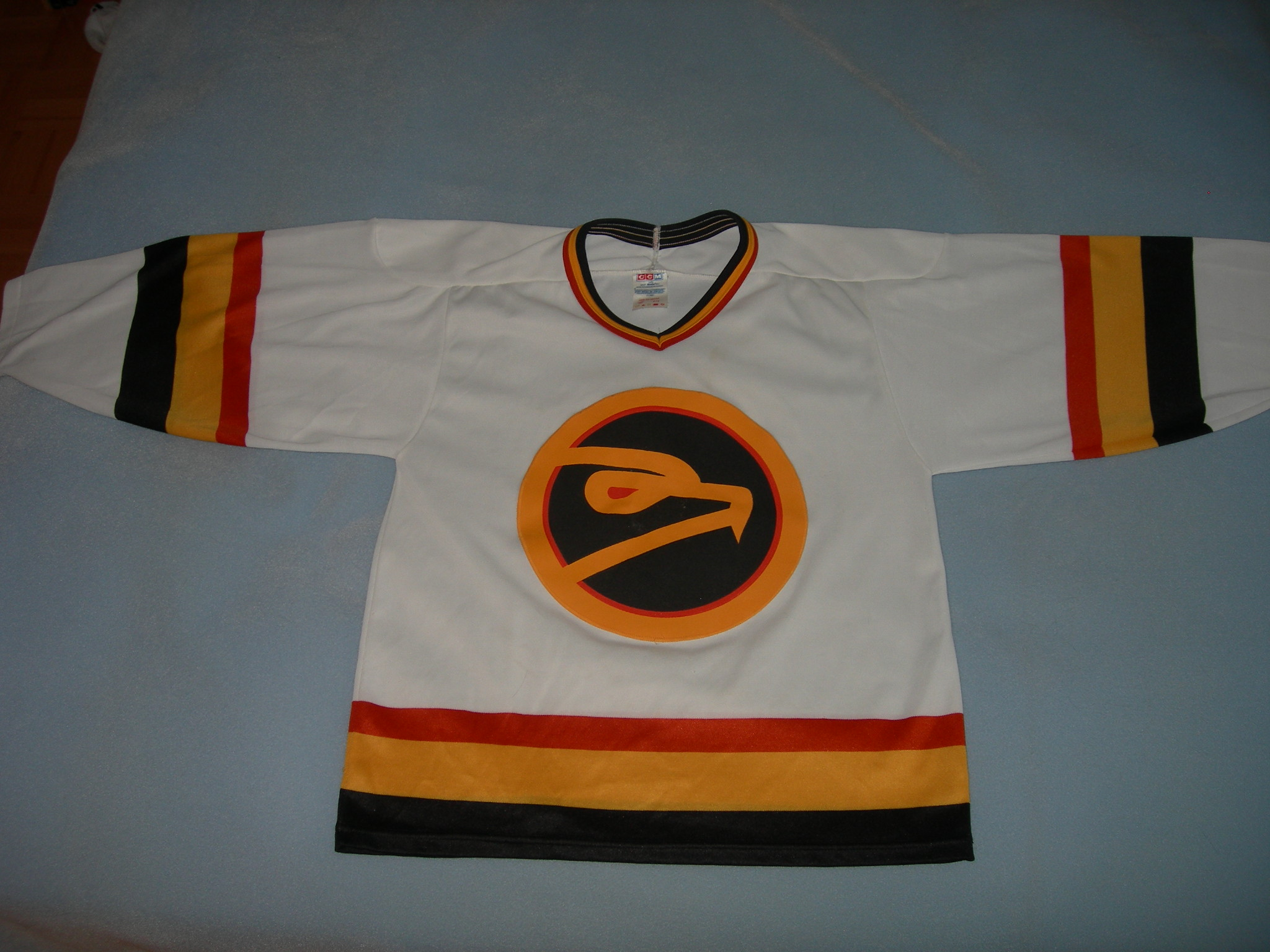

  Играла с 1990 по 1994 год. Их домашней ареной была «Бродбент Арена» в выставочном центре Кентукки. Талисман команды назывался Томми Хоук, что означает «Томагавк», и он напоминал цыплёнка из Сан-Диего, но по окраске и костюму соответствовал команде. Томми Хоуку запретили находиться во внутренней части арены в течение некоторого времени из-за стычки с игроком гостей, который находился в штрафном боксе. В сезоне 1995–96 команда была переименована и переехала во Флориду, став «Джексонвилл Лизард Кингз».
Какое-то время «Питтсбург Пингвинз» был аффилированным клубом НХЛ «Луисвилл Айсхокс».
Тревор Бьюкенен был игроком «Айсхокс», который проводил много времени в штрафной, породив тем самым собственный фан-клуб.

## Плей-офф
- 1990–91: победили «Ноксвилл» со счётом 3–0 в четвертьфинале; проиграли «Гринсборо» со счётом 4–0 в полуфинале.
- 1991–92: победили «Толедо» со счётом 4–1 в первом раунде; пропуск в четвертьфинал; победили «Цинциннати» со счётом 3–1 в полуфинале; проиграли «Хэмптон-Роудс» 4–0 в финале.
- 1992–93: Не прошли квалификацию.
- 1993–94: Победили «Ноксвилл» со счётом 2–1 в первом раунде; проиграли «Бирмингему» со счётом 3–0 в четвертьфинале.